# Gourou Tashi
 (avril 2018).
Si vous disposez d'ouvrages ou d'articles de référence ou si vous connaissez des sites web de qualité traitant du thème abordé ici, merci de compléter l'article en donnant les références utiles à sa vérifiabilité et en les liant à la section « Notes et références ».
Gourou Tashi (tibétain : གུ་རུ་བཀྲ་ཤིས) était un prince du XIIIe siècle provenant de la maison Minyak dans le Kham (au Tibet oriental). Selon la légende, il eut une nuit une révélation divine, qui lui ordonna de voyager vers le Sud pour chercher fortune.
Il voyagea au sud, et atteint la région du Sikkim, actuellement un État de l’Inde. Ses descendants formèrent par la suite la famille royale du Royaume du Sikkim : en 1642, le 5e descendant de Gourou Tashi, Phuntsog Namgyal, fut consacré 1er chogyal du royaume du Sikkim, une monarchie qui prit fin en 1975.